# Americhernes incertus
Americhernes incertus är en spindeldjursart som beskrevs av Volker Mahnert 1979. Americhernes incertus ingår i släktet Americhernes och familjen blindklokrypare. Inga underarter finns listade i Catalogue of Life.